# George Sear

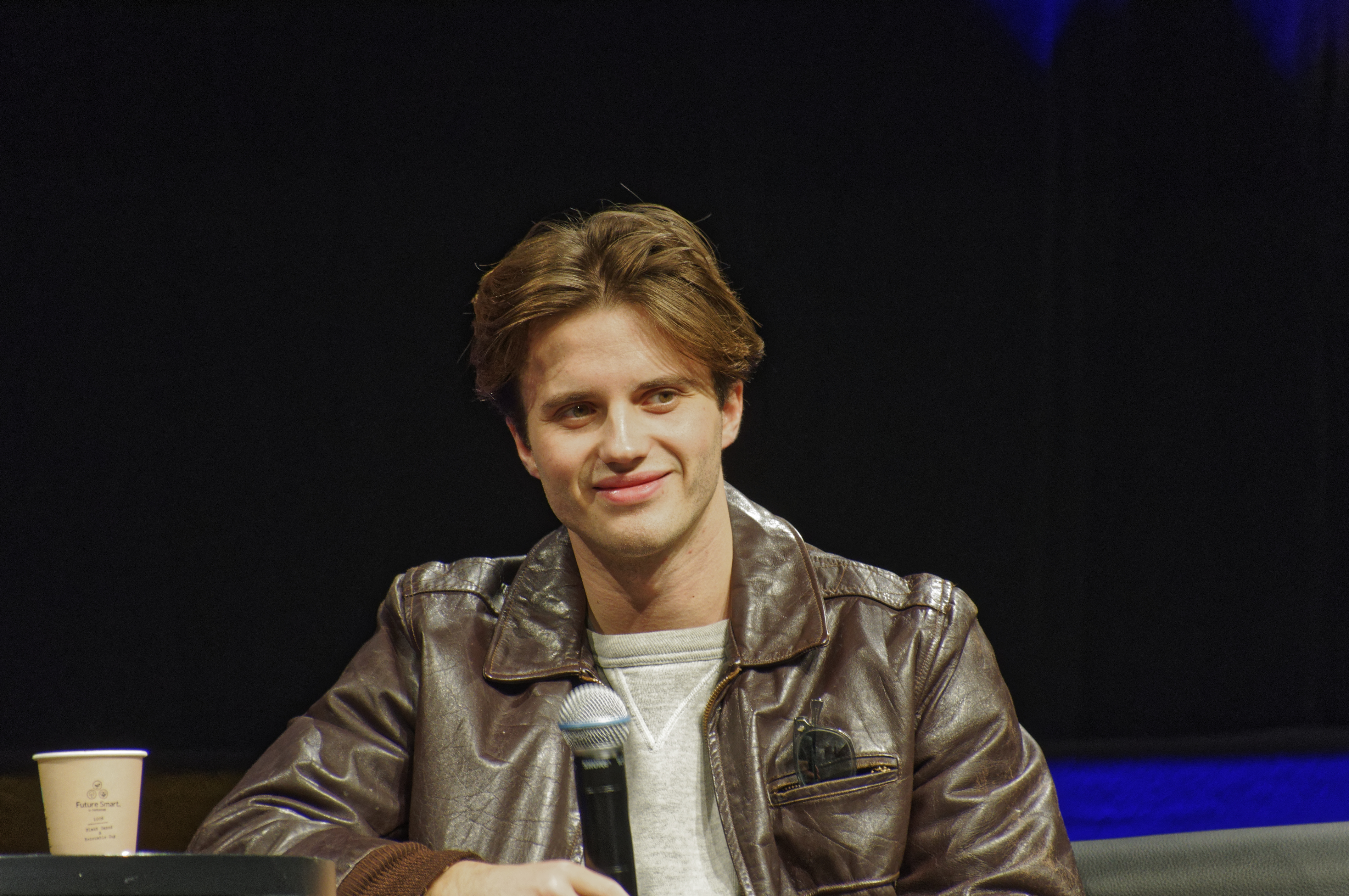
George Sear auf der Comic Con Germany 2022 in Stuttgart

George Sear (* 14. November 1997 in  Leigh-on-Sea, Essex, Großbritannien) ist ein britischer Schauspieler, der vor allem durch seine Rolle des Benji in der Hulu-Serie Love, Victor bekannt geworden ist.

## Leben
Sear begann im Alter von 11 seine Schauspielkarriere. So spielte er im Theaterstück Waiting for Godot seine erste Rolle. Lange Zeit spielte er regelmäßig im Theater Royal in Newcastle. Seinen ersten Fernsehauftritt hatte Sear 2009 in der Serie The Bill in der Rolle des Noah Morris. Des Weiteren spielte er von 2014 bis 2016 in der Disney-Channel-Serie Evermoor die Hauptrolle des Seb Crossley. Weitere Auftritte wie in der Serie Into the Badlands folgten.
Zu seiner bisher größten Rolle gehört die des Benji in der Hulu-Serie Love, Victor, die er von Juni 2020 bis Juni 2022 verkörperte. Die Spin-off-Serie zum Film Love, Simon wurde unter anderem von Schauspieler Nick Robinson produziert und handelt von Victor, der sich mit seiner sexuellen Orientierung auseinandersetzen muss und im Laufe der Zeit merkt, dass sein Herz für Mitschüler Benji schlägt.

## Filmografie (Auswahl)
- 2009: The Bill (Fernsehserie, 2 Episoden)
- 2013–2014: Friday Download (Fernsehsendung, 9 Episoden)
- 2014–2016: Evermoor (Fernsehserie, 24 Episoden)
- 2015: Up All Night
- 2017: Will (Fernsehserie, 7 Episoden)
- 2018: Into the Badlands (Fernsehserie, 3 Episoden)
- 2019: When Fate Calls (Kurzfilm, Drehbuchautor und Regisseur)
- 2020: Alex Rider (Fernsehserie, 5 Episoden)
- 2020–2022: Love, Victor (Fernsehserie, 28 Episoden)
- 2021: Reefa
- 2023: Fire Country (Fernsehserie, 1 Episode S1 E14)
- 2023: Based on a True Story (Fernsehserie, 1 Episode)
- 2023: Hollow's Bend: The Radio Play (Podcast Serie, 3 Episodes)